# Slag bij Yorktown (1781)
De Slag bij Yorktown was een veldslag tijdens de Amerikaanse Onafhankelijkheidsoorlog van 28 september tot 19 oktober 1781. Tijdens de veldslag stonden de Amerikaanse opstandelingen onder de leiding van George Washington en een Frans expeditieleger aangevoerd door Rochambeau tegen de Britten onder de leiding van Lord Cornwallis. In Amerikaanse dienst vochten de Marquis de la Fayette met zijn vrijwilligers en Friedrich Wilhelm von Steuben, die het commando had over drie divisies.
Toen de Franse en Amerikaanse generaals Rochambeau en Washington elkaar op 22 mei 1781 ontmoetten in Wethersfield in Connecticut om hun strategie tegen de Britten te bepalen, wilden zij eerst optrekken naar New York, dat bezet was door 10.000 Britse troepen onder opperbevelhebber Henry Clinton. De Britse legerchef Lord Cornwallis had op zijn beurt met 7.000 man stelling ingenomen in Yorktown in Virginia, waar hij geschaduwd werd door Lafayette. Op advies van Rochambeau zette de Franse admiraal François Joseph Paul de Grasse versterkingen en zware artillerie af in Chesapeake Bay, zodat het plan om New York te belegeren werd omgegooid en de Amerikaans-Franse troepenmacht in plaats daarvan het zuidelijke leger een beslissende nederlaag zou proberen toe te brengen.
Terwijl Washington en Rochambeau schijnmanoeuvers maakten richting New York, rukten ze in werkelijkheid op naar Yorktown, dat door de Franse vloot van De Grasse geblokkeerd werd en afgesneden was van elke mogelijkheid tot overzeese bevoorrading of ontsnapping. De Amerikaans-Franse troepen belegerden de stad en de Britten waren genoodzaakt zich over te geven. In Londen leidde de overgave tot het ontslag van de regering van Lord North, die vervangen werd door vredesgezinde whigs. Na dit beleg van Yorktown erkende Groot-Brittannië in 1783 in de Vrede van Parijs (1783) de onafhankelijkheid van de Amerikaanse koloniën, waarmee er formeel een einde kwam aan de Amerikaanse Onafhankelijkheidsoorlog.